# PARKSIDE JAM
PARKSIDE JAM（パークサイド・ジャム）とは、かつてα-STATIONで放送されていたラジオ番組である。
いわゆる「アーティストDJ番組」。放送曜日・時間は編成の都合により度々変化した。2006年3月、局の移転に伴う番組改編に伴い番組枠が解消された。
| スタブアイコン | サブスタブ | この項目は、まだ閲覧者の調べものの参照としては役立たない、ラジオ番組に関連した書きかけの項目です。この項目を加筆・訂正などしてくださる協力者を求めています（P:ラジオ/PJ:放送番組）。 |